# Gottignies (Le Rœulx)
Gottignies (wa. Gotgnî) – dzielnica (section) miasta Le Rœulx w Belgii, w Regionie Walońskim, w prowincji Hainaut, w okręgu Soignies. 1 stycznia 2020 roku liczyła 835 mieszkańców. Do 31 grudnia 1964 samodzielna gmina. 

## Demografia
Liczba mieszkańców, stan na 1 stycznia:
| Rok                | 1930 | 1947 | 1961 | 2020 |
| ------------------ | ---- | ---- | ---- | ---- |
| Liczba mieszkańców | 734  | 662  | 661  | 835  |